# Бойл, Ричард (архиепископ Туама)
Ричард Бойл (англ. Richard Boyle; около 1574 — 19 мая 1645) — английский церковный деятель и епископ, который стал архиепископом Туама в церкви Ирландии. Второй сын лондонского купца Майкла Бойла (? — 2 февраля 1597), купца в Лондоне, и его жены Джейн, дочери и сонаследницы Уильяма Пикока. Его младшим братом был Майкл Бойл (1580—1635), епископ Уотерфордский.

## Биография
Ричард Бойл родился около 1574 года. В 1590 году он поступил в колледж Корпус-Кристи в Кембридже, но записано, что он перевелся в Колледж Святого Иоанна в Кембридже. Ричард окончил университет со степенью бакалавра в 1595 году, что привело к получению степени магистра три года спустя, и был включен в магистратуру Оксфорда 16 июля 1601 года. Он был викарием Финедона в Нортгемптоншире, прежде чем начать церковную карьеру в ирландской церкви.
Ричард Бойл стал хранителем Йола 24 февраля 1603 года, деканом Уотерфорда на 10 мая 1603 года (до 1620), и деканом Туама в мае 1604 года, архидиаконом Лимерика 8 мая 1605 года. 22 августа 1620 года он был назначен епископом Корка, Клойна и Росса. Эти три должности были получены при поддержке его двоюродного брата, Ричарда Бойла, 1-го графа Корка. Ричард Бойл был выдвинут на пост архиепископа Туама 30 мая 1638 года. В начале Ирландского восстания 1641 года он удалился с доктором Джоном Максвеллом, епископом Киллалы, и другими в Голуэй для защиты, где во время восстания горожан с оружием в руках против гарнизона, его жизнь была сохранена благодаря влиянию Улика Берка, графа Кланрикарда.
Ричард Бойл скончался в Корке 19 марта 1645 года и был похоронен в Соборе Святого Финбара. Говорят, что он отремонтировал больше церквей и освятил больше новых, чем любой другой епископ своего времени.

## Семья
Ричард Бойл был женат на Марте, дочери Райса Уайта (? — 31 октября 1602) из поместья Артингтон в графстве Суррей, и его жене Элизабет, дочери Генри Нидлера из Холилендса в Хорли, графство Суррей . Источники различаются по его детям, предварительный список таков:
- Преподобный Майкл Бойл (ок. 1609—1702), архиепископ Армы и отец первого виконта Блессингтона[7][8][6].
- Ричард Бойл (? — 1649), офицер роялистской армии, казненный после осады Дрогеды в 1649 году[7][6].
- Элизабет Бойл, вышла замуж за сэра Роберта Трэверса (? — 1647)
- Элис Бойл, вышла замуж за Генри Делона, погибшего в битве при Лостуитиле в 1644 году[6].
- Энн Бойл, замужем за Джоном Давантом, с которым она утонула в 1641 году.
- Джейн Бойл, замужем за сэром Уильямом Халлом, вице-адмиралом Манстера, который жил в Лимконе близ Скалла в графстве Корк[6].
- Кэтрин I Бойл, умерла в младенчестве[6].
- Кэтрин II Бойл, замужем за Джоном Фицджеральдом, деканом Корка, который умер в Бристоле в 1641 году[6].
- Дороти Бойл, замужем, во-первых, за Гренвиллом Халсом (источники также называют его Артуром или Хьюиттом), который умер в 1645 году, во-вторых, за Генри Тернером из Бэндона, графство Корк, и в-третьих, за Томасом Робертсом, канцлером Корка[6].
- Марта Бойл, вышла замуж, во-первых, за подполковника Осбалдестона, убитого при осаде Глостера в 1643 году, во-вторых, за подполковника Джона Нельсона и в-третьих, за сэра Мэтью Дина, 1-го баронета Дромора[6].
- Бриджит Бойл, вышла замуж за полковника Джона Джефсона, сына генерал-майора Джона Джефсона (? — 1638) и брата Уильяма Джефсона (1609—1658)[9].